# Mats Jonsson
Mats Jonsson (* 28. November 1957 in Edsvalla, Gemeinde Karlstad) ist ein schwedischer Rallyefahrer.
Jonsson fuhr von 1984 bis 1993 in der Rallye-Weltmeisterschaft. Seine beste WM-Platzierung war der zwölfte Gesamtrang 1991. Jonssons gewann 1992 und 1993 die zur Rallye-WM zählende Rallye Schweden. Er nimmt aktuell in einem Ford Escort WRC an der schwedischen Rallye-Meisterschaft teil.

## WRC-Laufsiege
| Nr. | Rallye                             | Saison | Beifahrer    | Fahrzeug                |
| --- | ---------------------------------- | ------ | ------------ | ----------------------- |
| 1   | 41. Internationale Schweden Rallye | 1992   | Lars Bäckman | Toyota Celica GT-Four   |
| 2   | 42. Internationale Schweden Rallye | 1993   | Lars Bäckman | Toyota Celica Turbo 4WD |